# Rocca Imperiale
Rocca Imperiale är en ort och kommun i provinsen Cosenza i regionen Kalabrien i Italien. Orten är listad i I borghi più belli d'Italia som en av de vackraste byarna i Italien. Kommunen hade 3 330 invånare (2018).